# Franco Varisco
Franco Varisco, all'anagrafe Francesco Varisco (Milano, 10 aprile 1887 – Sanremo, 23 aprile 1970) è stato un calciatore e arbitro di calcio italiano, di ruolo terzino o attaccante.

## Carriera
Ha giocato la prima storica partita della Nazionale italiana, il 15 maggio 1910 all'Arena Civica di Milano contro la Francia, battuta 6-2. In seguito ha disputato un'altra gara in Nazionale.
Nel 1913 è già nei quadri dell'Associazione Italiana Arbitri.
È stato il dirigente accompagnatore dell'Ambrosiana che, nel dicembre 1929, giocò un'amichevole di pallacanestro contro una selezione catalana a Barcellona.
Varisco muore nel 1970 a Sanremo.

## Statistiche

### Cronologia presenze e reti in Nazionale
| Cronologia completa delle presenze e delle reti in nazionale ― Italia | Cronologia completa delle presenze e delle reti in nazionale ― Italia | Cronologia completa delle presenze e delle reti in nazionale ― Italia | Cronologia completa delle presenze e delle reti in nazionale ― Italia | Cronologia completa delle presenze e delle reti in nazionale ― Italia | Cronologia completa delle presenze e delle reti in nazionale ― Italia | Cronologia completa delle presenze e delle reti in nazionale ― Italia | Cronologia completa delle presenze e delle reti in nazionale ― Italia |
| Data                                                                  | Città                                                                 | In casa                                                               | Risultato                                                             | Ospiti                                                                | Competizione                                                          | Reti                                                                  | Note                                                                  |
| --------------------------------------------------------------------- | --------------------------------------------------------------------- | --------------------------------------------------------------------- | --------------------------------------------------------------------- | --------------------------------------------------------------------- | --------------------------------------------------------------------- | --------------------------------------------------------------------- | --------------------------------------------------------------------- |
| 15-5-1910                                                             | Milano                                                                | Italia                                                                | 6 – 2                                                                 | Francia                                                               | Amichevole                                                            | -                                                                     | Prima partita della Nazionale                                         |
| 26-5-1910                                                             | Budapest                                                              | Ungheria                                                              | 6 – 1                                                                 | Italia                                                                | Amichevole                                                            | -                                                                     | Prima sconfitta della Nazionale                                       |
| Totale                                                                |                                                                       | Presenze                                                              | 2                                                                     |                                                                       | Reti                                                                  | 0                                                                     |                                                                       |